# Исландски саги
Исландските саги (на исландски: Íslendingasögur) са част от исландската средновековна литература. Те са литературно явление от XIII и XIV в. Представляват истории в проза, описващи предимно събития, случили се в Исландия през X и началото на XI в. Известни са още като „родови саги“, защото разказват основно за заселването на страната от първите норвежци и описват живота и деянията на техните потомци т.е. свързани са предимно с фамилна история и генеалогия. Авторите им в по-голямата си част остават неизвестни.